# Daniel Amadeus Neander
Daniel Amadeus Neander (* 17. November 1775 in Lengefeld; † 18. November 1869 in Berlin) war ein deutscher evangelischer Theologe, Generalsuperintendent und Bischof.

## Leben

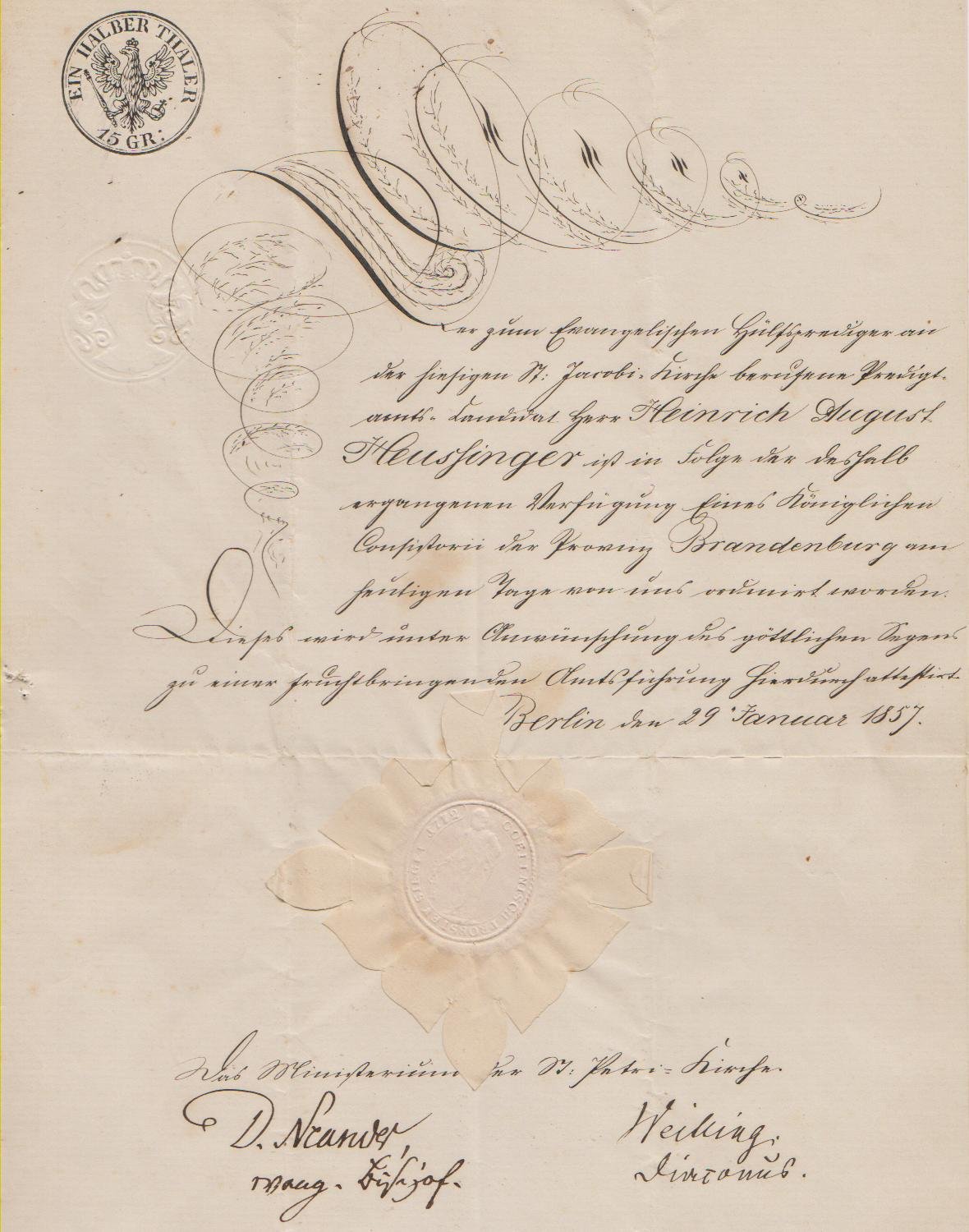
Von Daniel Neander unterschriebene Ordinationsurkunde in der Berliner St.-Jacobi-Kirche am 29. Januar 1857

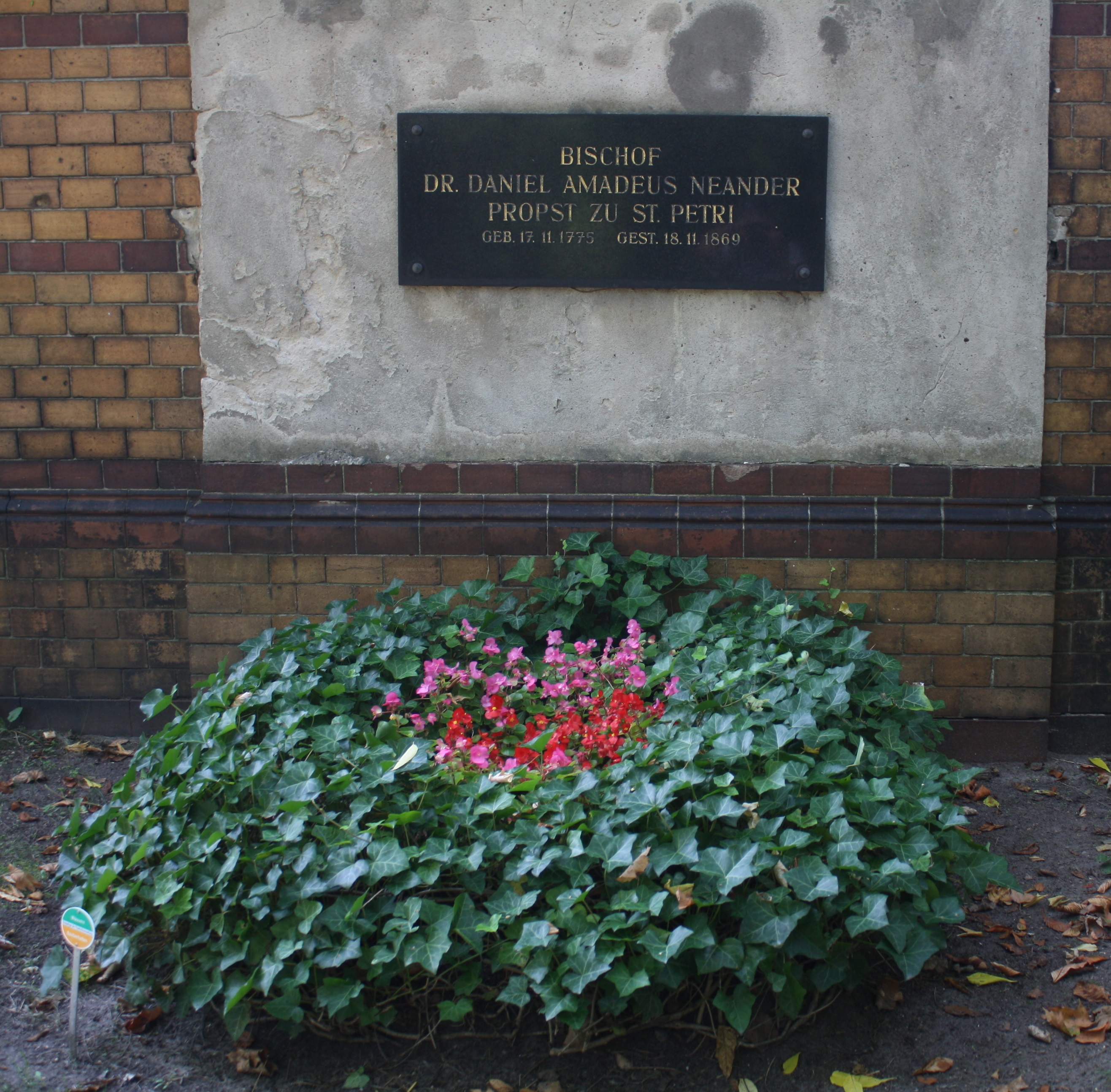
Grabmal Daniel Amadeus Neanders auf dem St. Petri-Luisenstadt-Kirchhof

Neander war Sohn des Zeug- und Leinewebers Johann Gottlob Neander. Er besuchte die Schule in Chemnitz und studierte an der Universität Leipzig Theologie. 1800 wurde er Hauslehrer in Dresden. 1805 wurde er als Pfarrer nach Flemmingen berufen, dort erlebte er mit, wie seine königlich-sächsische Gemeinde 1816 durch Preußen annektiert und Teil der Provinz Sachsen wurde. Auf Empfehlung König Friedrich Wilhelms III. von Preußen wurde Neander 1817 Konsistorialrat und Superintendent des Kirchenkreises Merseburg. Er machte sich verdient durch die Eingliederung seines Kirchenkreises in die Evangelische Kirche in Preußen. 1823 wurde er Propst der Petrikirche (Berlin-Cölln), damals das ranghöchste geistliche Amt in Berlin, und Oberkonsistorialrat im märkischen Konsistorium. In der preußischen Hauptstadt wurde er zu einem einflussreichen Berater des Monarchen sowie Vortragender Rat des Kultusministers Karl vom Stein zum Altenstein. Der König verlieh Neander 1830 den Titel Bischof, eine reine Ehrenbezeugung. 1865 wurde er als Propst emeritiert. In den Jahren 1829–1853 diente er zugleich als erster Generalsuperintendent der Kurmark, was im turnusmäßigen Wechsel mit den anderen Generalsuperintendenten die Leitung des Konsistoriums der Provinz Brandenburg mit einschloss.
Er leitete die erste märkische Provinzialsynode (Herbst 1844) und die erste Generalsynode der – nunmehr umbenannten – Evangelischen Landeskirche in Preußen (Sommer 1846). Als dort die Partei der Erweckten, aufgebracht durch Julius Rupps Infragestellung des Credos, forderte, den Buchstaben der Bekenntnisse verpflichtend zu machen, erwiderte Neander: „Diese Bekenntnisse seien doch nur eine apostolische Ermahnung, auf den Sinn der hier aufgeführten Themen zu achten.“ 1850 wurde Neander Mitglied des Evangelischen Oberkirchenrats, der obersten Behörde der Evangelischen Landeskirche in Preußen, und versah bis kurz vor seinem Tode dort seine Pflichten. Sein Grab befindet sich auf dem St. Petri-Friedhof zu Berlin.

## Werke (Auswahl)
- Die erste merkwürdige Geistererscheinung des 19ten Jahrhunderts. Arnoldi, Dresden 1805 (Digitalisat).
- Eine Predigt bei der Todtenfeier der im Kampfe für das Vaterland gefallenen preußischen Krieger, gehalten am 4ten July 1816.
- Predigten über auserlesene Stellen der heiligen Schrift im Jahre 1825 in der Hof- und Domkirche zu Berlin gehalten. Mittler, Berlin 1826 (Digitalisat).